# Custodi di quella Fede
Custodi di quella Fede è un'enciclica antimassonica di papa Leone XIII, datata 8 dicembre 1892, scritta ai fedeli cattolici d'Italia sulle deplorevoli condizioni della Nazione. L'Enciclica è una nuova denuncia del Pontefice contro la Massoneria.
Questa enciclica venne pubblicata in duplice edizione: questa in italiano per il popolo; e col nome Inimica Vis in latino per l'Episcopato italiano.